# В'язенське
В'язенське — колишній хутір у Пинязевицькій сільській раді Малинського району Коростенської округи Української СРР.

## Населення
У 1926 році налічувалося 4 жителі, дворів — 1.

## Історія
Розміщувався біля с. Українка. Станом на 17 грудня 1926 року значився в підпорядкуванні Пинязевицької сільської ради Малинського району.
Знятий з обліку населених пунктів до 1 жовтня 1941 року.